# NGC 5645
NGC 5645 је спирална галаксија у сазвежђу Девица која се налази на NGC листи објеката дубоког неба.
Деклинација објекта је + 7° 16' 29" а ректасцензија 14h 30m 39,2s. Привидна величина (магнитуда) објекта NGC 5645 износи 12,2 а фотографска магнитуда 12,9. Налази се на удаљености од 24,8000 милиона парсека од Сунца. NGC 5645 је још познат и под ознакама UGC 9328, MCG 1-37-19, CGCG 47-70, KUG 1428+074, IRAS 14281+0729, PGC 51846.